# Máximo González
Pour les articles homonymes, voir González.
Máximo González, né le 20 juillet 1983 à Tandil, est un joueur de tennis professionnel argentin, professionnel depuis 2002.

## Carrière
Máximo González a remporté 17 titres en Challenger en simple : Vigo, Cordenons, Côme et Brașov en 2007, San Benedetto en 2008, Iquique et Santiago en 2009, Montevideo et Buenos Aires en 2010, Santiago et Campinas en 2011, Santos, Blois et Padoue en 2014, Mestre et Corrientes en 2015 et Santiago en 2016 et 29 titres en Challenger en double.
Plutôt spécialiste du double, c'est dans cette discipline qu'il obtient ses meilleurs résultats sur le circuit principal ATP avec dix-neuf titres et sept finales.
Ses cinq titres de l'année 2023 lui permettent de monter à la 10e place du classement ATP et de participer au Masters de fin d'année.

## Palmarès

### Titres en double messieurs
| No | Date       | Nom et lieu du tournoi                     | Catégorie    | Dotation    | Surface      | Partenaire        | Finalistes                            | Score             |          |
| -- | ---------- | ------------------------------------------ | ------------ | ----------- | ------------ | ----------------- | ------------------------------------- | ----------------- | -------- |
| 1  | 14-04-2008 | Open de Tenis Comunidad Valenciana Valence | Int' Series  | 349 000 €   | Terre (ext.) | Juan Mónaco       | Travis Parrott Filip Polášek          | 7-5, 7-5          | Parcours |
| 2  | 20-07-2015 | Konzum Croatia Open Umag Umag              | ATP 250      | 439 405 €   | Terre (ext.) | André Sá          | Mariusz Fyrstenberg Santiago González | 4-6, 6-3, [10-3]  | Parcours |
| 3  | 04-04-2016 | Grand-Prix Hassan II Marrakech             | ATP 250      | 463 520 €   | Terre (ext.) | Guillermo Durán   | Marin Draganja Aisam-Ul-Haq Qureshi   | 6-2, 3-6, [10-6]  | Parcours |
| 4  | 26-02-2018 | Brasil Open São Paulo                      | ATP 250      | 516 205 $   | Terre (int.) | Federico Delbonis | Wesley Koolhof Artem Sitak            | 6-4, 6-2          | Parcours |
| 5  | 11-02-2019 | Argentina Open Buenos Aires                | ATP 250      | 590 745 $   | Terre (ext.) | Horacio Zeballos  | Diego Schwartzman Dominic Thiem       | 6-1, 6-1          | Parcours |
| 6  | 18-02-2019 | Rio Open by Claro Rio de Janeiro           | ATP 500      | 1 786 690 $ | Terre (ext.) | Nicolás Jarry     | Thomaz Bellucci Rogério Dutra Silva   | 63-7, 6-3, [10-7] | Parcours |
| 7  | 25-02-2019 | Brasil Open São Paulo                      | ATP 250      | 550 145 $   | Terre (int.) | Federico Delbonis | Luke Bambridge Jonny O'Mara           | 6-4, 6-3          | Parcours |
| 8  | 12-01-2020 | Adelaide International Adélaïde            | ATP 250      | 546 355 $   | Dur (ext.)   | Fabrice Martin    | Ivan Dodig Filip Polášek              | 7-612, 6-3        | Parcours |
| 9  | 08-03-2021 | Chile Dove Men+Care Open Santiago          | ATP 250      | 569 010 $   | Terre (ext.) | Simone Bolelli    | Federico Delbonis Jaume Munar         | 7-64, 6-4         | Parcours |
| 10 | 23-05-2021 | Emilia-Romagna Open Parme                  | ATP 250      | 480 000 €   | Terre (ext.) | Simone Bolelli    | Oliver Marach Aisam-Ul-Haq Qureshi    | 6-3, 6-3          | Parcours |
| 11 | 20-06-2021 | Mallorca Championships Majorque            | ATP 250      | 720 000 €   | Gazon (ext.) | Simone Bolelli    | Novak Djokovic Carlos Gómez-Herrera   | Forfait           | Parcours |
| 12 | 10-10-2022 | Gijon Open Gijón                           | ATP 250      | 612 000 €   | Dur (int.)   | Andrés Molteni    | Nathaniel Lammons Jackson Withrow     | 6-7, 7-64, [10-5] | Parcours |
| 13 | 06-02-2023 | Cordoba Open Córdoba                       | ATP 250      | 642 735 $   | Terre (ext.) | Andrés Molteni    | Sadio Doumbia Fabien Reboul           | 6-4, 6-4          | Parcours |
| 14 | 20-02-2023 | Rio Open by Claro Rio de Janeiro           | ATP 500      | 2 013 940 $ | Terre (ext.) | Andrés Molteni    | Juan Sebastián Cabal Marcelo Melo     | 6-1, 7-63         | Parcours |
| 15 | 17-04-2023 | Barcelona Open Banc Sabadell Barcelone     | ATP 500      | 2 722 480 € | Terre (ext.) | Andrés Molteni    | Wesley Koolhof Neal Skupski           | 6-3, 68-7, [10-4] | Parcours |
| 16 | 31-07-2023 | Mubadala Citi DC Open Washington           | ATP 500      | 2 013 940 $ | Dur (ext.)   | Andrés Molteni    | Mackenzie McDonald Ben Shelton        | 46-7, 6-2, [10-6] | Parcours |
| 17 | 14-08-2023 | Western & Southern Open Cincinnati         | Masters 1000 | 6 600 000 $ | Dur (ext.)   | Andrés Molteni    | Jamie Murray Michael Venus            | 3-6, 6-1, [11-9]  | Parcours |
| 18 | 05-02-2024 | Cordoba Open Córdoba                       | ATP 250      | 562 345 $   | Terre (ext.) | Andrés Molteni    | Sadio Doumbia Fabien Reboul           | 6-4, 6-1          | Parcours |
| 19 | 15-04-2024 | Barcelona Open Banc Sabadell Barcelone     | ATP 500      | 2 782 960 € | Terre (ext.) | Andrés Molteni    | Hugo Nys Jan Zieliński                | 4-6, 6-4, [11-9]  | Parcours |

### Finales en double messieurs
| No | Date       | Nom et lieu du tournoi                 | Catégorie    | Dotation    | Surface      | Vainqueurs                                     | Partenaire       | Score             |          |
| -- | ---------- | -------------------------------------- | ------------ | ----------- | ------------ | ---------------------------------------------- | ---------------- | ----------------- | -------- |
| 1  | 28-01-2008 | Movistar Open Viña del Mar             | Int' Series  | 437 000 $   | Terre (ext.) | José Acasuso Sebastián Prieto                  | Juan Mónaco      | 6-1, 3-0 ab.      | Parcours |
| 2  | 04-02-2019 | Cordoba Open Córdoba                   | ATP 250      | 527 880 $   | Terre (ext.) | Roman Jebavý Andrés Molteni                    | Horacio Zeballos | 6-4, 7-64         | Parcours |
| 3  | 24-06-2019 | Nature Valley International Eastbourne | ATP 250      | 684 080 €   | Gazon (ext.) | Juan Sebastián Cabal Robert Farah              | Horacio Zeballos | 3-6, 7-64, [10-6] | Parcours |
| 4  | 16-05-2021 | Gonet Geneva Open Genève               | ATP 250      | 419 470 €   | Terre (ext.) | John Peers Michael Venus                       | Simone Bolelli   | 6-2, 7-5          | Parcours |
| 5  | 25-04-2022 | Millennium Estoril Open Estoril        | ATP 250      | 534 555 €   | Terre (ext.) | Nuno Borges Francisco Cabral                   | André Göransson  | 6-2, 6-3          | Parcours |
| 6  | 15-05-2022 | Open Parc Auvergne-Rhône-Alpes Lyon    | ATP 250      | 534 555 €   | Terre (ext.) | Ivan Dodig Austin Krajicek                     | Marcelo Melo     | 6-3, 6-4          | Parcours |
| 7  | 02-10-2024 | Rolex Shanghai Masters Shanghai        | Masters 1000 | 8 995 555 $ | Dur (ext.)   | Wesley Koolhof Nikola Mektić                   | Andrés Molteni   | 6-4, 6-4          | Parcours |
| 8  | 24-02-2025 | Movistar Chile Open Santiago           | ATP 250      | 680 140 $   | Terre (ext.) | Nicolás Barrientos Rithvik Choudary Bollipalli | Andrés Molteni   | 6-3, 6-2          | Parcours |

## Parcours dans les tournois duGrand Chelem

### En simple
| Année | Open d'Australie | Open d'Australie | Internationaux de France | Internationaux de France | Wimbledon       | Wimbledon      | US Open         | US Open       |
| ----- | ---------------- | ---------------- | ------------------------ | ------------------------ | --------------- | -------------- | --------------- | ------------- |
| 2008  | —                | —                | 2e tour (1/32)           | Mikhail Youzhny          | —               | —              | 1er tour (1/64) | Roger Federer |
| 2009  | —                | —                | 3e tour (1/16)           | Tommy Robredo            | 1er tour (1/64) | Ivo Minář      | 2e tour (1/32)  | Jesse Witten  |
| 2010  | —                | —                | —                        | —                        | 1er tour (1/64) | Lleyton Hewitt | 1er tour (1/64) | Denis Istomin |
| 2011  | —                | —                | 1er tour (1/64)          | Thomas Schoorel          | 1er tour (1/64) | Viktor Troicki | 1er tour (1/64) | S. Wawrinka   |
|       |                  |                  |                          |                          |                 |                |                 |               |
| 2013  | —                | —                | —                        | —                        | —               | —              | 2e tour (1/32)  | Jack Sock     |
| 2014  | —                | —                | —                        | —                        | —               | —              | 1er tour (1/64) | Sam Querrey   |
| 2015  | 1er tour (1/64)  | Lukáš Lacko      | 1er tour (1/64)          | Dušan Lajović            | —               | —              | —               | —             |

N.B. : à droite du résultat se trouve le nom de l'ultime adversaire.

### En double messieurs
| Année | Open d'Australie                                                                     | Open d'Australie                                                                       | Internationaux de France                                                                  | Internationaux de France                                                         | Wimbledon                                                                             | Wimbledon                                                                            | US Open | US Open |
| ----- | ------------------------------------------------------------------------------------ | -------------------------------------------------------------------------------------- | ----------------------------------------------------------------------------------------- | -------------------------------------------------------------------------------- | ------------------------------------------------------------------------------------- | ------------------------------------------------------------------------------------ | ------- | ------- |
| 2008  | 1er tour (1/32) Juan Mónaco \|\| style="text-align:left;" \| Bob Bryan Mike Bryan    | —                                                                                      | —                                                                                         | —                                                                                | —                                                                                     | 1/2 finale Juan Mónaco \|\| style="text-align:left;" \| Lukáš Dlouhý Leander Paes    |         |         |
| 2009  | —                                                                                    | —                                                                                      | —                                                                                         | —                                                                                | 1er tour (1/32) Juan Mónaco \|\| style="text-align:left;" \| R. Wassen Igor Zelenay   | 2e tour (1/16) Juan Mónaco \|\| style="text-align:left;" \| Martin Damm R. Lindstedt |         |         |
| 2010  | —                                                                                    | —                                                                                      | —                                                                                         | —                                                                                | 1er tour (1/32) S. Prieto \|\| style="text-align:left;" \| M. Bhupathi Max Mirnyi     | 2e tour (1/16) S. Ventura \|\| style="text-align:left;" \| D. Nestor N. Zimonjić     |         |         |
| 2011  | —                                                                                    | —                                                                                      | 2e tour (1/16) K. Nishikori \|\| style="text-align:left;" \| R. Bopanna A.-U.-H. Qureshi  | 1er tour (1/32) P. Starace \|\| style="text-align:left;" \| Bob Bryan Mike Bryan | 2e tour (1/16) N. Almagro \|\| style="text-align:left;" \| Michaël Llodra N. Zimonjić |                                                                                      |         |         |
|       |                                                                                      |                                                                                        |                                                                                           |                                                                                  |                                                                                       |                                                                                      |         |         |
| 2014  | —                                                                                    | —                                                                                      | 1/4 de finale Juan Mónaco \|\| style="text-align:left;" \| J. Benneteau É. Roger-Vasselin | —                                                                                | —                                                                                     | 1er tour (1/32) D. Schwartzman \|\| style="text-align:left;" \| A. Peya Bruno Soares |         |         |
| 2015  | 1er tour (1/32) J. Mónaco \|\| style="text-align:left;" \| Jamie Murray John Peers   | 1/8 de finale André Sá \|\| style="text-align:left;" \| Radu Albot Lukáš Rosol         | —                                                                                         | —                                                                                | —                                                                                     | —                                                                                    |         |         |
| 2016  | —                                                                                    | —                                                                                      | 1er tour (1/32) G. Durán \|\| style="text-align:left;" \| F. López Marc López             | 2e tour (1/16) G. Durán \|\| style="text-align:left;" \| Mate Pavić M. Venus     | 1er tour (1/32) G. Durán \|\| style="text-align:left;" \| J. Erlich S. González       |                                                                                      |         |         |
| 2017  | 1er tour (1/32) T. Bellucci \|\| style="text-align:left;" \| R. Bopanna Pablo Cuevas | —                                                                                      | —                                                                                         | —                                                                                | —                                                                                     | —                                                                                    | —       |         |
| 2018  | —                                                                                    | —                                                                                      | 1/4 de finale N. Jarry \|\| style="text-align:left;" \| P.-H. Herbert N. Mahut            | 1/8 de finale N. Jarry \|\| style="text-align:left;" \| D. Inglot F. Škugor      | 1/4 de finale N. Jarry \|\| style="text-align:left;" \| M. Bryan J. Sock              |                                                                                      |         |         |
| 2019  | 1/8 de finale N. Jarry \|\| style="text-align:left;" \| L. Mayer J. Sousa            | 1er tour (1/32) H. Zeballos \|\| style="text-align:left;" \| D. Molchanov I. Zelenay   | 1/8 de finale H. Zeballos \|\| style="text-align:left;" \| J.-J. Rojer H. Tecău           | —                                                                                | —                                                                                     |                                                                                      |         |         |
| 2020  | 2e tour (1/16) F. Martin \|\| style="text-align:left;" \| H. Kontinen J.-L. Struff   | 2e tour (1/16) S. Bolelli \|\| style="text-align:left;" \| J. Melzer É. Roger-Vasselin | Annulé                                                                                    | Annulé                                                                           | 1/8 de finale S. Bolelli \|\| style="text-align:left;" \| W. Koolhof N. Mektić        |                                                                                      |         |         |
| 2021  | 1/8 de finale S. Bolelli \|\| style="text-align:left;" \| J. Murray B. Soares        | 1/8 de finale S. Bolelli \|\| style="text-align:left;" \| T. Brkić N. Čačić            | 1/2 finale S. Bolelli \|\| style="text-align:left;" \| M. Granollers H. Zeballos          | 2e tour (1/16) S. Bolelli \|\| style="text-align:left;" \| S. Johnson S. Querrey |                                                                                       |                                                                                      |         |         |
| 2022  | —                                                                                    | —                                                                                      | 2e tour (1/16) M. Melo \|\| style="text-align:left;" \| M. Cressy F. López                | 1er tour (1/32) N. Lammons \|\| style="text-align:left;" \| F. Martin H. Nys     | 1er tour (1/32) T. Brkić \|\| style="text-align:left;" \| R. Klaasen M. Melo          |                                                                                      |         |         |
| 2023  | 1er tour (1/32) A. Molteni \|\| style="text-align:left;" \| N. Mektić M. Pavić       | 1/4 de finale A. Molteni \|\| style="text-align:left;" \| S. Gillé J. Vliegen          | 2e tour (1/16) A. Molteni \|\| style="text-align:left;" \| M. Purcell J. Thompson         | 1/4 de finale A. Molteni \|\| style="text-align:left;" \| R. Ram J. Salisbury    |                                                                                       |                                                                                      |         |         |
| 2024  | 1/4 de finale A. Molteni \|\| style="text-align:left;" \| R. Bopanna M. Ebden        | 1/8 de finale A. Molteni \|\| style="text-align:left;" \| T. Macháč Zhang Z.           | 1/4 de finale A. Molteni \|\| style="text-align:left;" \| M. Purcell J. Thompson          | 1/4 de finale A. Molteni \|\| style="text-align:left;" \| K. Krawietz T. Pütz    |                                                                                       |                                                                                      |         |         |

N.B. : le nom du partenaire se trouve sous le résultat ; les noms des ultimes adversaires se trouvent à droite.

### En double mixte
| Année | Open d'Australie                                                                   | Open d'Australie                                                                     | Internationaux de France                                                           | Internationaux de France                                                            | Wimbledon                                                                                 | Wimbledon                               | US Open                                                                            | US Open |
| ----- | ---------------------------------------------------------------------------------- | ------------------------------------------------------------------------------------ | ---------------------------------------------------------------------------------- | ----------------------------------------------------------------------------------- | ----------------------------------------------------------------------------------------- | --------------------------------------- | ---------------------------------------------------------------------------------- | ------- |
| 2016  | —                                                                                  | —                                                                                    | —                                                                                  | —                                                                                   | 1er tour (1/32) R. Olaru                                                                  | Zhang S. J. Knowle                      | —                                                                                  | —       |
|       |                                                                                    |                                                                                      |                                                                                    |                                                                                     |                                                                                           |                                         |                                                                                    |         |
| 2019  | —                                                                                  | —                                                                                    | 1er tour (1/32) Yang Z. \|\| style="text-align:left;" \| A.-L. Grönefeld R. Farah  | 2e tour (1/16) Xu Y. \|\| Forfait                                                   | —                                                                                         | —                                       |                                                                                    |         |
|       |                                                                                    |                                                                                      |                                                                                    |                                                                                     |                                                                                           |                                         |                                                                                    |         |
| 2021  | 1er tour (1/16) Xu Y. \|\| style="text-align:left;" \| V. Zvonareva M. Melo        | —                                                                                    | —                                                                                  | —                                                                                   | —                                                                                         | 1/8 de finale N. Podoroska \|\| Forfait |                                                                                    |         |
| 2022  | —                                                                                  | —                                                                                    | —                                                                                  | —                                                                                   | 1er tour (1/16) K. Christian \|\| style="text-align:left;" \| A. Cornet É. Roger-Vasselin | —                                       | —                                                                                  |         |
| 2023  | —                                                                                  | —                                                                                    | —                                                                                  | —                                                                                   | —                                                                                         | —                                       | 1er tour (1/16) N. Kichenok \|\| style="text-align:left;" \| E. Shibahara M. Pavić |         |
| 2024  | 1er tour (1/16) N. Kichenok \|\| style="text-align:left;" \| Y. Sizikova J. Murray | 1/2 finale U. Eikeri \|\| style="text-align:left;" \| L. Siegemund É. Roger-Vasselin | 1/2 finale U. Eikeri \|\| style="text-align:left;" \| G. Olmos S. González         | 1er tour (1/16) U. Eikeri \|\| style="text-align:left;" \| Hsieh S.-w. J. Zieliński |                                                                                           |                                         |                                                                                    |         |
| 2025  | 1er tour (1/16) G. Olmos \|\| style="text-align:left;" \| O. Nicholls H. Patten    | 2e tour (1/8) L. Stefani \|\| style="text-align:left;" \| Zhang S. M. Arévalo        | 1er tour (1/16) C. Bucșa \|\| style="text-align:left;" \| Hsieh S.-w. J. Zieliński | —                                                                                   | —                                                                                         |                                         |                                                                                    |         |

N.B. : le nom de la partenaire se trouve sous le résultat ; les noms des ultimes adversaires se trouvent à droite.

## Participation auMasters

### En double
| Année | Ville | Surface    | Partenaire     | Résultats | Résultat final    |
| ----- | ----- | ---------- | -------------- | --------- | ----------------- |
| 2023  | Turin | Dur (int.) | Andrés Molteni | 0v, 3d    | Éliminé en poules |

## Parcours dans lesMasters 1000

### En simple
| Année | Indian Wells | Miami | Monte-Carlo        | Madrid | Rome | Canada | Cincinnati | Shanghai | Paris |
| ----- | ------------ | ----- | ------------------ | ------ | ---- | ------ | ---------- | -------- | ----- |
| 2011  | —            | —     | 2e tour N. Almagro | —      | —    | —      | —          | —        | —     |

N.B. : sous le résultat se trouve le nom de l’ultime adversaire.

## Parcours enCoupe Davis
| #                                                             | Date          | Lieu   | Surface    | Gagnant(s)                            | Perdant(s)                     | Score              |          |
|                                                               |               |        |            |                                       |                                |                    |          |
| 2017 - play-off (groupe mondial) - Kazakhstan - Argentine 3:1 |               |        |            |                                       |                                |                    |          |
| 1                                                             | 15-17/09/2017 | Astana | Dur (int.) | Timur Khabibulin Aleksandr Nedovyesov | Máximo González Andrés Molteni | 5-7, 6-4, 7-5, 6-4 | Parcours |

## Classements ATP en fin de saison
| Année          | 2000 | 2001 | 2002 | 2003 | 2004 | 2005 | 2006 | 2007 | 2008 | 2009 | 2010 | 2011 | 2012 | 2013 | 2014 | 2015 | 2016 | 2017 | 2018 | 2019 | 2020 | 2021 | 2022 | 2023 |
| Rang en simple | 1334 | 781  | 1345 | 818  | 516  | 210  | 246  | 124  | 125  | 66   | 141  | 121  | 333  | 158  | 103  | 148  | 150  | 392  | 858  | –    | –    | –    | –    | –    |
| Rang en double | 1361 | 1383 | 1165 | 648  | 497  | 240  | 101  | 157  | 50   | 166  | 179  | 140  | 282  | 186  | 60   | 70   | 70   | 113  | 43   | 34   | 43   | 22   | 45   | 13   |

Source : (en) Classements de Máximo González sur le site officiel de la Fédération internationale de tennis